# ポイボス

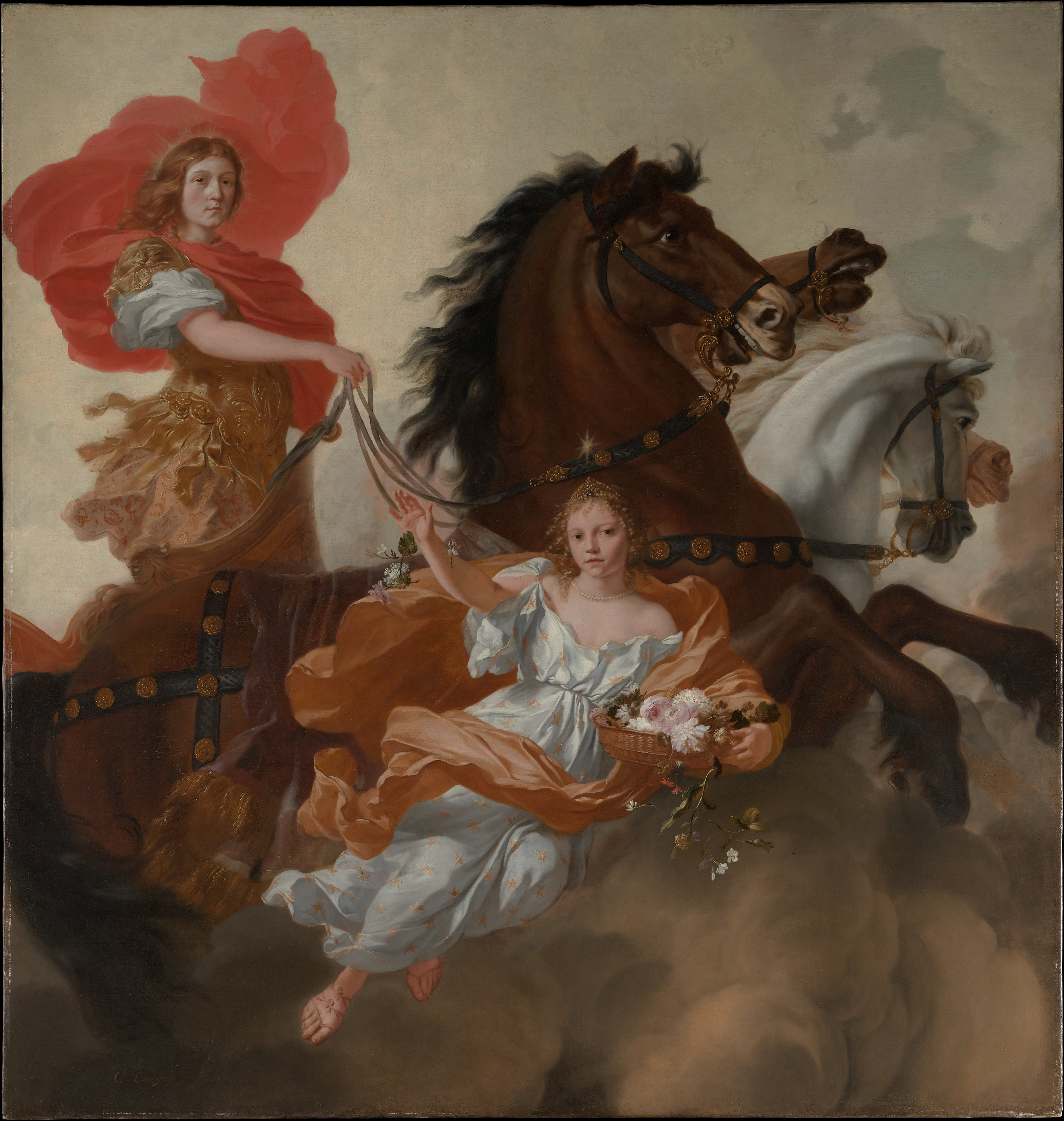
太陽神ポイボス・アポローン

ポイボス（古希: Φοῖβος、古代ギリシア語ラテン翻字: Phoĩbos）は、ギリシア神話の神アポローンの別名、あるいは称号である。「輝く者」の意と考えられ、「光明神」と訳されるが、正確なところは不明である。ホメーロスの作品においては、ポイボス・アポローンの形でしばしば登場する。アポローンとは別の神格として、ポイボスという神が存在した可能性もある。

## 概説
オウィディウスのギリシア神話集『変身物語』において、英雄パエトーンは太陽神ポイボスの息子であるとされる。しかし、オウィディウスの作品においては、ポイボスはポイボス・アポローンとは区別され、別神格であるとされる。
このようなことは、ギリシア神話の古い起源を辿ってゆくと、別名や別称号とされるものが、実は、本来別の神の名であったものを、習合によって取り込んだという場合に実際にありえる。アポローンの場合は、小アジア起源の複数の植物神が習合・合成された神格ともされる。従って、ポイボスとアポローンは、オウィディウスの作品が区別しているように、本来別の神格であった可能性がある。
このような例としては、例えば、パラスという少女はトリートーンの娘であり、アテーナー女神の親友であったという神話と、アテーナーの別名・称号であるという神話がある。この場合、パラスは別の神格で、後にアテーナーと習合して、アテーナーになった為、パラスがアテーナーの別名になったが、しかし、別の神格であった当時の神話も残って伝わると、別名なのか、別神格なのか、混乱が起こることになる。

## ローマ神話
古典ラテン語では、ギリシア語の神名をラテン語化して、ポエブス・アポロー（Phoebus Apollo）と呼んだ。ポイボスは本来「光明神」の意味とされるが、アポローンが太陽神とされたため、ローマ神話においてもポエブスを太陽神の意味に解釈した。このことから、のちの西欧の詩において、太陽の比喩としてポイボスまたはポエブス（英語ではフィーバス）と、その車（二輪戦車）が用いられるようになる。

## 現代のポイボス
2004年夏季のアテネオリンピックでは、Phévos と綴られたポイボス（発音は現在のギリシャ語の発音に基づき「フィヴォス」）が、アテーナーとともに、マスコットとなった。